# Ettore Mambretti
Ettore Mambretti (Binasco, 5 janvier 1859 - Rome, 12 novembre 1948) est un général et homme politique italien.
Il commande la 6e armée (6ª Armata) pendant la bataille du Mont Ortigara.

## Biographie
Il fréquente l'école de Modène, d'où il sort sous-lieutenant (sottotenente) dans les Bersaglieri en 1877. Il reste dans les Bersaglieri jusqu'à sa nomination comme général. Il prend part à la bataille d'Adoua, qui se termine tragiquement, où il obtient la  médaille d'argent de la valeur militaire. Plus tard, en 1912, il se trouve en Libye où, dès son arrivée, il dirige la bataille de Sidi Garabaa, également perdue.
Commandant général (Comandante generale) pendant la Première Guerre mondiale, son nom est principalement retenu pour la bataille du Mont Ortigara, qui entraîne la mort de milliers de soldats et son retrait du commandement, car il a également subi de nombreuses défaites lors de batailles précédentes. Un fait particulier, également attesté par des lettres de Angelo Gatti et de Luigi Cadorna, est le préjugé selon lequel Mambretti est porteur de malchance.
Dans une lettre du général Cadorna, on peut lire : 
"Jettatore voulait se surpasser. Les Autrichiens, après une longue préparation d'artillerie, attaquent et prennent Ortigara, malgré une défense acharnée. [...] quand les soldats voient Mambretti, ils lancent des imprécations. En Italie, malheureusement, ce préjugé est une grande force d'opposition".
La défaite qu'il subit à Ortigara et surtout la grande perte d'hommes malgré l'abondance de moyens contraignent le général Cadorna à le démettre de ses fonctions.
Cependant, après la Grande Guerre, il est promu général d'armée (generale d'armata) (31 décembre 1923) et, en 1929, il est nommé sénateur du royaume d'Italie, fonction à laquelle il s'est lui-même présenté ; en 1931, il est mis à la retraite de l'armée.
Mambretti meurt en 1948 à Rome.

### Commissions sénatoriales
- Membre de la Commission de l'éducation nationale et de la culture populaire (17 avril 1939-5 août 1943).

## Décorations

### Décorations honorifiques
- Chevalier de l'ordre de la Couronne d'Italie - 7 janvier 1897
 - Officier de l'ordre de la Couronne d'Italie - 12 septembre 1906
 - Commandeur de l'ordre de la Couronne d'Italie - 9 novembre 1911
 - Grand officier de l'ordre de la Couronne d'Italie - 31 dicembre 1915
 - Chevalier grand-croix de l'ordre de la Couronne d'Italie - 3 mai 1921
 - Chevalier de l'ordre des Saints-Maurice-et-Lazare - 1er février 1906
 - Officier de l'ordre des Saints-Maurice-et-Lazare - 30 mai 1912
 - Commandeur de l'ordre des Saints-Maurice-et-Lazare - 31 mai 1917
 - Grand officier de l'ordre des Saints-Maurice-et-Lazare - 18 juin 1922
 - Chevalier grand-croix avec le grand cordon de l'ordre des Saints-Maurice-et-Lazare - 28 mai 1931
 - Chevalier de l'ordre militaire de Savoie - 3 janvier 1916
 - Commandeur de l'ordre militaire de Savoie - 28 décembre 1916
 - Grand officier de l'ordre militaire de Savoie - 4 mars 1921

### Décorations militaires
- Médaille commémorative de la guerre italo-turque 1911-1912
 - Médaille de bronze de la valeur militaire (2 fois)
 - Croix d'or militaire pour le service
 - Médaille d'argent de la valeur militaire (2 fois) 
 - Croix du Mérite de la guerre
 - Médaille commémorative de la guerre italo-autrichienne 1915-1918
 - Médaille italienne de la Victoire interalliée
 - Médaille commémorative de l'Unité italienne
 - Médaille du mérite mauricien pour dix années de service militaire 

## Source
- (it) Cet article est partiellement ou en totalité issu de l’article de Wikipédia en italien intitulé « Ettore Mambretti » (voir la liste des auteurs).